# Фудзикава
Фудзикава (яп. 富士川町 Фудзикава-тё:) — посёлок в Японии, находящийся в уезде Минамикома префектуры Яманаси. Площадь посёлка составляет 111,98 км², население — 15 494 человека (1 августа 2014), плотность населения — 138,36 чел./км².

## Географическое положение
Посёлок расположен на острове Хонсю в префектуре Яманаси региона Тюбу. С ним граничат город Минамиарупусу и посёлки Итикавамисато, Минобу, Хаякава.

## Население
Население посёлка составляет 15 494 человека (1 августа 2014), а плотность — 138,36 чел./км². Изменение численности населения с 1980 по 2005 годы:
| 1980 | 18 815 чел. |  |
| 1985 | 18 656 чел. |  |
| 1990 | 18 170 чел. |  |
| 1995 | 17 629 чел. |  |
| 2000 | 17 544 чел. |  |
| 2005 | 17 405 чел. |  |